# Tempête tropicale Aletta (2006)
La tempête tropicale Aletta est la première de la saison cyclonique 2006 pour le bassin nord-est de l'océan Pacifique. Le nom Aletta avait déjà été utilisé en 1974, 1978, 1982, 1988, 1994 et 2000.

## Chronologie
Le 21 mai 2006, une onde tropicale atteignit lentement l'est de l'océan Pacifique en provenance de l'Amérique centrale. Les 23 et 24 mai, l'onde tropicale entra en interaction avec un creux dépressionnaire près du golfe de Tehuantepec et s'organisa en perturbation tropicale. Le 25 mai, un creux dépressionnaire de surface se forma à quelques centaines de kilomètres au sud d'Acapulco (Mexique). Le cisaillement du vent en empêcha le développement.
Toutefois, tôt le 27 mai, le cisaillement faiblit notablement et le système s'organisa en dépression tropicale, vers 6:00 UTC, à 305 kilomètres au sud-ouest d'Acapulco. Vers 18:00 UTC, les nuages convectifs commencèrent à se structurer en bandes de précipitations et le système devint tempête tropicale. Le National Hurricane Center la désigna sous le nom d'Aletta. Le cyclone atteignit rapidement son intensité maximale de 75 km/h le 28 mai vers 6:00 UTC à 200 kilomètres au sud-ouest d'Acapulco.
Aletta se déplaça d'abord vers le nord-est vers la côte mexicaine, mais un faible creux dans ces secteurs la repoussa. Tôt le 28 mai, Aletta tourna ainsi vers l'ouest. Atteignant une zone de faibles courants océaniques, le cyclone eut une trajectoire en boucle. Le 29 mai, Aletta dériva vers l'ouest. Le retour du cisaillement du vent et la présence d'air sec faiblirent le cyclone en dépression tropicale vers 18:00 UTC le 29 mai. Lentement, le système se déplaça vers l'ouest-nord-ouest en faiblissant. Le 31 mai 2006, vers 0:00 UTC, Aletta devint un creux dépressionnaire, qui se dissipa peu après.